# Hiroki Uchi
Hiroki Uchi (内 博貴?, Uchi Iroki; Habikino, 10 settembre 1986) è un cantante, attore e modello giapponese, ex membro dei Kanjani Eight e dei NEWS.

## Biografia
Entra a far parte della Johnny & Associates nel 1999. Egli non aveva alcun interesse di entrar nel settore dell'intrattenimento, anzi sognava una carriera nel baseball professionistico, ma fu la madre, anche lei nel mondo dello spettacolo, a firmare per un'audizione a suo nome.
Diventa immediatamente uno dei cantanti del gruppo V. West e inizia a partecipare a uno show televisivo dedicato alla band. 
A partire dalla fine del 2002 diventa uno dei membri dei Kanjani Eight assieme, tra gli altri, a Yū Yokoyama; gruppo ufficialmente costituito proprio sulla base dei V. West.
Nello stesso periodo inizia le riprese del suo primo dorama intitolato Doremisora: nel 2003 a lui e all'amico Ryō Nishikido viene chiesto d'unirsi ai NEWS, che giungono a costituire un gruppo di nove artisti (tra cui Tomohisa Yamashita). Nello stesso anno partecipa al dorama Boku no ikiru michi.
Nel 2004 ha fatto il suo debutto con i NEWS e, a livello nazionale con i Kanjani Eight.
Nell'estate del 2005, durante una tournée assieme ai KAT-TUN gli viene diagnosticato uno pneumotorace polmonare e viene ricoverato d'urgenza in ospedale; è una patologia benigna che produce la formazione di piccoli fori nel rivestimento del polmone. Viene operato per chiudere i tre fori formatisi nel suo polmone sinistro. 
Finita la riabilitazione è tornato ad esibirsi assieme ai NEWS e nel contempo inizia le riprese per il dorama Ganbatte ikimasshoi.
All'inizio del 2008 viene annunciato il suo passaggio dallo status di tirocinante a quello di solista, contemporaneamente al ruolo da protagonista assunto in Isshun no kaze ni nare uno Special della Fuji TV; immediatamente seguito dalla sua partecipazione in Osen. 
Nel 2009 ha partecipato ad una serie di spettacoli assieme alla band Kis-My-Ft2, sempre della scuderia Johnny & Associates. Nel 2010 ha il ruolo di co-protagonista nel dorama basato su Yamato Nadeshiko shichi henge a fianco di Kazuya Kamenashi e Yūya Tegoshi. 
Alla fine di quello stesso anno, assieme alla notizia di una sua partecipazione ad un musical di Broadway ispirato a Bulli e pupe, il presidente dell'agenzia Johnny Kitagawa ha dichiarato che Hiroki è stato definitivamente rimosso da entrambi i gruppi di cui faceva parte e che da allora in poi si sarebbe invece concentrato esclusivamente alla sua carriera da solista.

## Filmografia
- Tengoku no Koi (Tokai TV, 2013)
- Shiritsu Bakaleya Kōkō (NTV, 2012)
- Yamato Nadeshiko shichi henge (serie televisiva) (TBS, 2010)
- Osen (NTV, 2008)
- Isshun no Kaze ni Nare (Fuji TV, 2008)
- Ganbatte Ikimasshoi (Fuji TV, 2005, eps 1-2)
- Boku no ikiru michi (Fuji TV, 2003)
- Doremisora (MBS, 2002)